# Калашников, Александр Петрович (директор ФСИН)
Александр Петрович Калашников (род. 27 января 1964) — российский государственный деятель. Генерал-лейтенант (2018), директор Федеральной службы исполнения наказаний (ФСИН России) (8 октября 2019 — 25 ноября 2021; освобождён в связи со скандалом вокруг пыток в СИЗО и колониях). Начальник Управлений ФСБ по Республике Коми и Красноярскому краю (2011—2019).

## Биография
Образование высшее. В 1985 году окончил Новосибирское высшее военное командное училище внутренних войск МВД СССР. С 1985 по 1987 командовал взводом 236 конвойного полка 36 конвойной дивизии МВД СССР, в его задачи входило конвоирование арестованных в «столыпинских» вагонах.
На службе в КГБ СССР с 1987 года, затем ФСБ России. Окончил Высшие курсы военной контрразведки КГБ СССР в г. Новосибирске. В 1995 году — Академию ФСБ России в Москве. Начинал работать оперуполномоченным, затем стал заместителем руководителя одного из подразделений центрального аппарата ФСБ России. До этого успел поработать в управлении «М» ФСБ, где курировал других силовиков.
В июне 2011 года назначен начальником Управления ФСБ по Республике Коми, где проработал до мая 2017 года. В мае 2017 года был назначен начальником Управления ФСБ по Красноярскому краю.
Указом Президента России от 15 июня 2012 года Калашникову присвоено воинское звание генерал-майор, летом 2018 года — генерал-лейтенант.
8 октября 2019 года указом Президента Российской Федерации № 486 назначен директором Федеральной службы исполнения наказаний, сменив на этом посту Геннадия Корниенко. 17 октября 2019 года представлен руководящему составу и сотрудникам ФСИН России.
25 ноября 2021 года указом Президента Российской Федерации освобожден от должности директора Федеральной службы исполнения наказаний.
Увольнение произошло после обнародования правозащитниками Gulagu.net видеоархива, состоящего из 40 гигабайт видеозаписей, фотографий и документов, касающихся пыток и изнасилований в местах заключения и серии уголовных дел, возбуждённых Следственным комитетом России по фактам применения насилия к осуждённым. По официальной информации, прямой взаимосвязи между фактами пыток и отстранением от должности нет. Однако информационное агентство «Интерфакс» со ссылкой на информированный источник сообщило, что отставка Калашникова связана с делом о пытках осуждённых. На пост директора ФСИН был назначен Аркадий Александрович Гостев.

## Санкции
С 2021 года Александр Калашников включён в санкционные списки Евросоюза, США и Канады из-за дела об отравлении Алексея Навального, так как он несёт ответственность за действия ФСИН по замене условного срока на реальный по делу «Ив Роше». Кроме того, Евросоюз отмечает что Калашников «несет ответственность за серьезные нарушения прав человека в России, включая произвольные аресты и задержания».